# Kudaszewo (rejon uczaliński)
Kudaszewo (ros. Кудашево) – wieś (dieriewnia) w Rosji, w Baszkortostanie, w rejonie uczalińskim. W 2010 liczyła 377 mieszkańców.